# 拉沙佩勒德甘谢
拉沙佩勒德甘谢（法語：La Chapelle-de-Guinchay，法語發音：[la ʃapɛl də ɡɛ̃ʃɛ]）是法国索恩-卢瓦尔省的一个市镇，属于马孔区。

## 地理
拉沙佩勒德甘谢（46°12'38"N, 4°45'17"E）面积12.44 平方千米，位于法国勃艮第-弗朗什-孔泰大區索恩-卢瓦尔省，该省份为法国中部省份，北起顺时针与科多尔省、汝拉省、安省、罗讷省、卢瓦尔省、阿列省和涅夫勒省接壤。
与拉沙佩勒德甘谢接壤的市镇（或旧市镇、城区）包括：加尔讷朗、沙拉罗讷河畔圣迪迪耶、沙讷、索恩河畔克雷什、罗马内什托兰、圣阿穆尔贝勒维、圣桑福里安当塞勒。
拉沙佩勒德甘谢的时区为UTC+01:00、UTC+02:00（夏令时）。

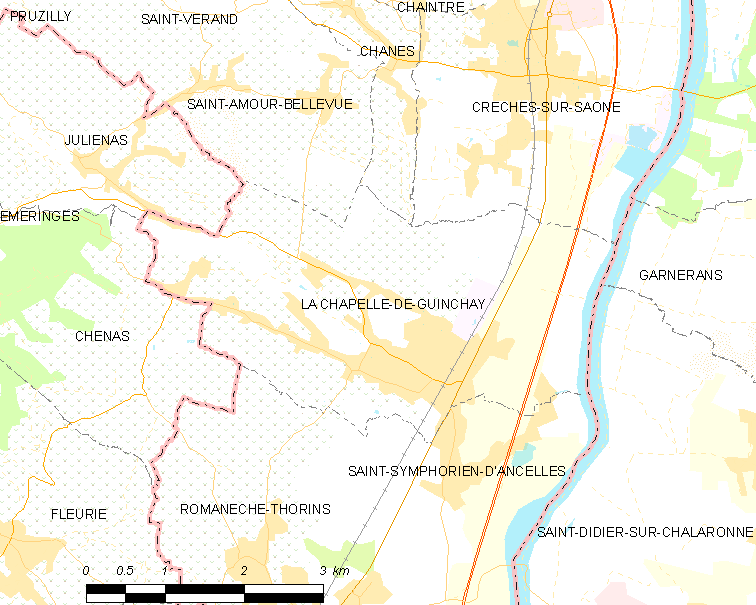
拉沙佩勒德甘谢的OSM定位图

## 行政
拉沙佩勒德甘谢的邮政编码为71570，INSEE市镇编码为71090。

## 政治
拉沙佩勒德甘谢所属的省级选区为拉沙佩勒德甘谢县，同时也是该县的中央投票站所在地。

## 人口

1962-2008年间拉沙佩勒德甘谢人口变化图示

拉沙佩勒德甘谢于2022年1月1日时的人口数量为4038人。